# Recoleta
Recoleta är en fashionabel stadsdel i Buenos Aires. Recoleta har fått sitt namn av ett katolskt prästerskap som byggde en kyrka där i mitten på 1700-talet och dess kyrkogård Cementerio de La Recoleta har blivit både en kulturskatt och en turistattraktion. I stadsdelen Recoleta finns dyra och välbesökta restauranger och kaféer, flera konst- och designmuseer, samt exklusiva modehus och internationella lyxhotell.

## Galleri

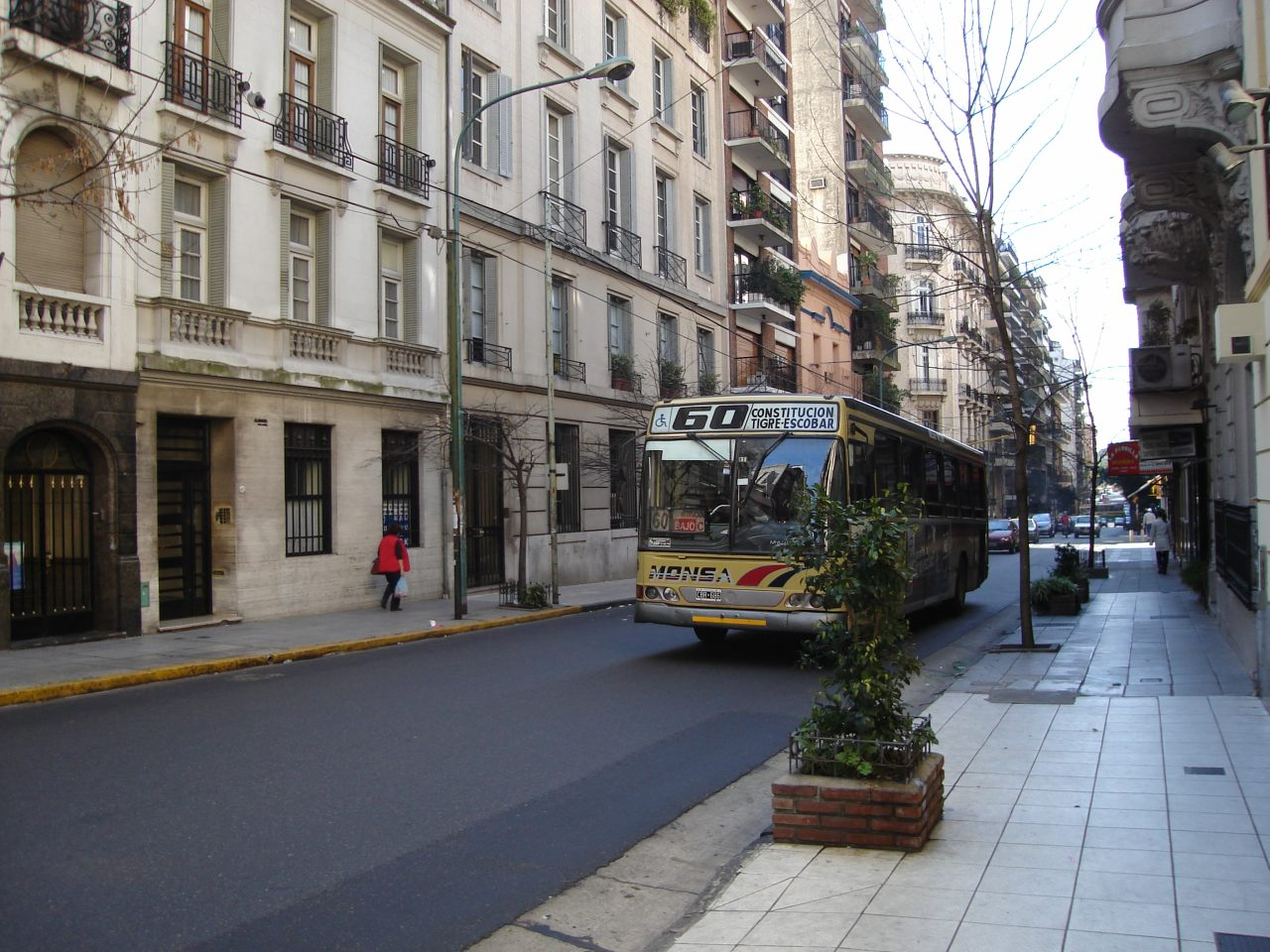
Calle Junín (Juníngatan) i Recoleta.
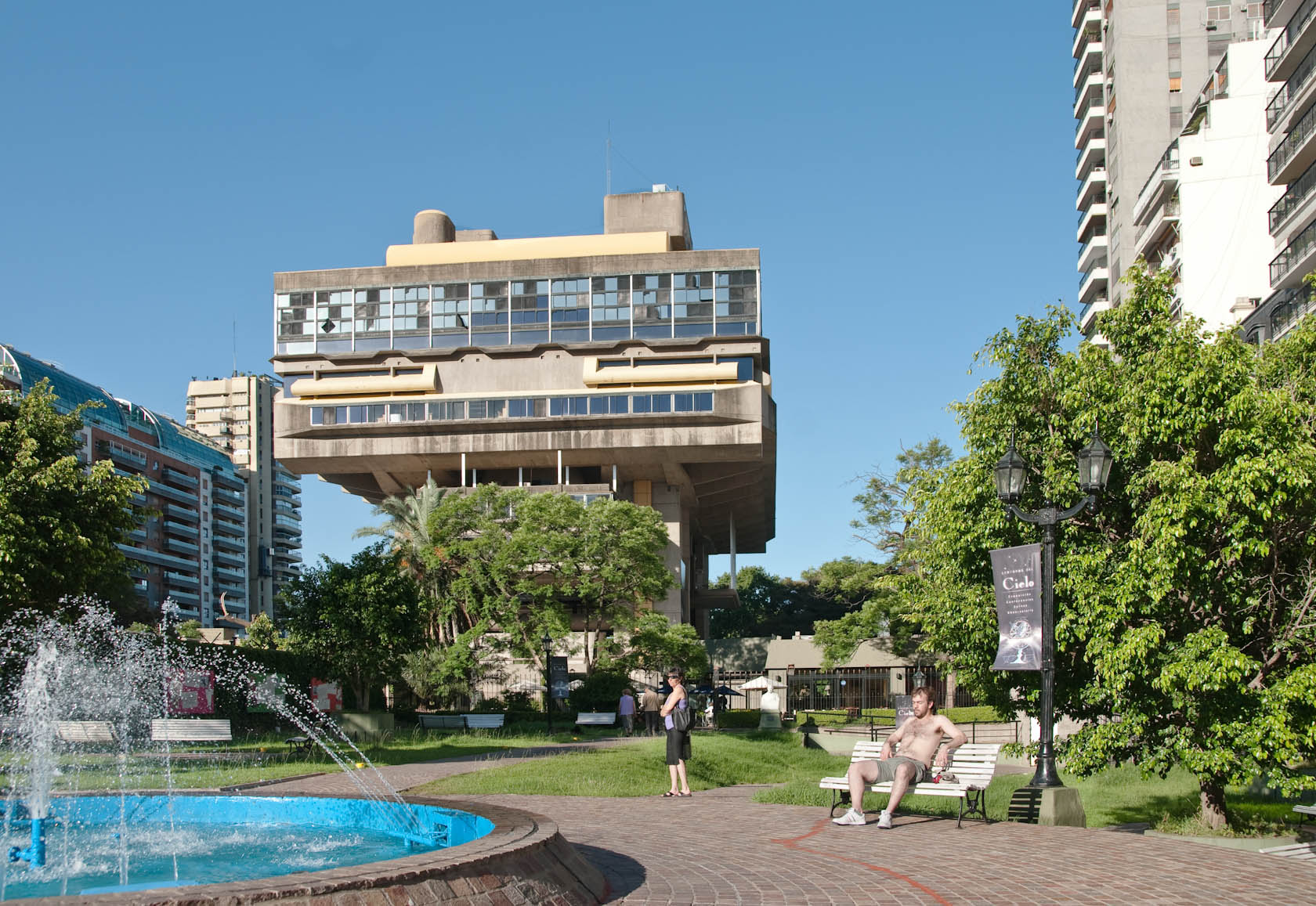
Argentinas nationalbibliotek.
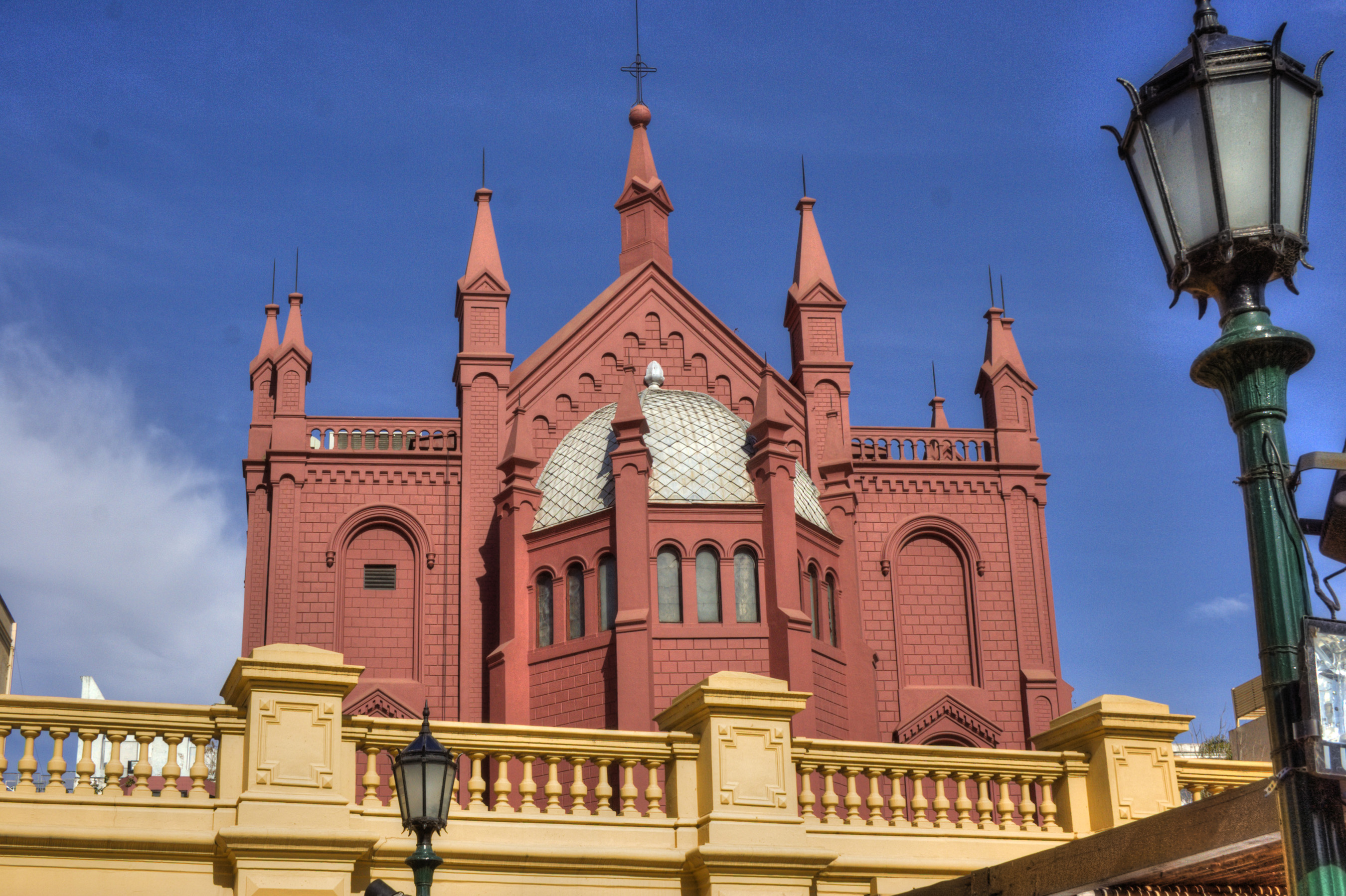
Recoletas kulturcentrum.

## Källa
- Engelska Wikipedia